# Kultur i Umeå – år för år
Kultur i Umeå – år för år listar kulturhändelser i Umeå, från 1800-talet och framåt. Mer information finns i artikeln Kultur i Umeå.

## Historia
• 1782 tillträdde Daniel Erik Naezén som ny provinsialläkare i Västerbotten. Som Linnélärjunge uppfattade han Umeå som kulturellt efterblivet, och grundade därför i slutet av 1790-talet ett läsesällskap, som lockade 26 bildningstörstande Umeåbor att bidra med 50 riksdaler vardera för att köpa relevant litteratur. Liksom hustrun Christiana Beata Strotman skrev han modern, förromantisk, poesi. Naezén, som vid sidan av sin medicinska utbildning även studerat vid Kungliga Musikaliska Akademien (MA), utövade också musik, komponerade och fick kammarmusik framförd i Umeå – och invaldes därför i MA.

### 1800-tal
- 1836 installerar sig Anders Abraham Grafström som ny kyrkoherde i Umeå pastorat. Han har rönt framgång som lyriker och litterär debattör i Stockholm. Nu börjar han bjuda in Umeås kulturellt och litterärt intresserade borgerskap till litterära salonger i prästgården på Backen tillsammans med hustrun Helena Sofia.[1]
- 1838 besöktes Sverige av skotten Samuel Laing, som i sin reseskildring skrev att Umeå inte hade mer än 1 100 invånare, men att där ändå fanns två välsorterade boklådor, där det till och med salufördes nyutkomna böcker på engelska.[1]
- 1840 fick Pehr Lundberg som första boktryckare i Umeå tryckrättigheter, och startade året därpå Umeå första tidning, Wester- och Norrbottens Läns Tidning.[3] Tryckeriet brann ned vid stadsbranden 1888.

- 1843 fick Umeå länets första kommissionsbokhandel, Åkerbloms.[4]

- 1847 I september utgavs första numret av Umeås andra tidning, det konservativa Umebladet, som kom att leva i drygt etthundra år. Dess förste redaktör, åren 1847–1880, var Erik Gustaf Lindroth.[5] Samma år bildades, på initiativ av assessor C J F Plagemann, teatersällskapet Thalia.[6][7] Under sommaren besöks staden av Fredrika Bremer.[1]
- Den 11 september 1853 invigdes Umeås första teater – Teaterladan, eller mer officiellt, Thalias tempel – på kvarteret Gymnastiken vid Badstugatan (senare omdöpt till Skolgatan).[6]
- 1858 omorganiserades läroverket från fem- till tio-klassigt under namnet Umeå högre elementarläroverk. Från 1865 kunde man där avlägga studentexamen, och 1878 fick skolan rangen av högre allmänt läroverk. Utöver de ordinarie läroämnena stod även sång, gymnastik och teckning på schemat redan från år 1860.[8]

- 1862 bildades Umeå musiksällskap, som det tredje musiksällskapet i Sverige, och fick redan från start 74 medlemmar – vilket var en hel del i en stad med knappt 2 000 invånare.[9]

- 1885 övertog Johan Åkerblom kommissionärskapet för bokhandeln i Umeå. Åkerbloms Bok, Musik och Pappershandel huserade till en början i ett gårdshus på Brogatan, men fick redan 1892 bättre lokaler vid Storgatan, mitt emot Westerbottens enskilda banks lokaler i den så kallade "Smörasken".[10]

- 1891 gjorde den då 24-årige Wilhelm Peterson-Berger – som 1885 tagit studenten vid Umeå högre allmänna läroverk – ett kortare gästspel som Musiksällskapets konstnärlige ledare.[11]

- 1899 bildade snickaren J. J. Leufvenius Umeå hantverkares manskör, som senare kom att uppgå i Umeå sångarförbund under ledning av musikhandlare Thure Melander.[12]

### 1900-tal

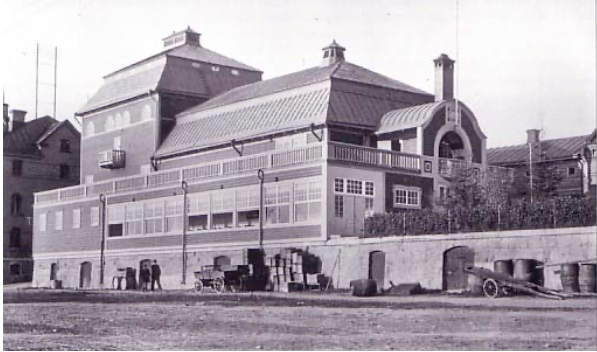
Umeå Nya Teater invigdes 1 oktober 1907 med 416 platser, och brann ned till grunden 1 januari 1913.

Storsatsningen på ett nytt, stort teaterhus kunde ha varit epokgörande, om inte huset brunnit ned så snart. Väntan på ett nytt teaterhus skulle vara i 70 år.
- 1900 grundades den frisinnade dagstidningen Västerbottens-Kuriren.[13] Chefredaktör från 1903 var Gustav Rosén, som långt senare blev försvarsminister i CG Ekmans första regering.[14] Det nya Umeå högre allmänna läroverk invigdes på kvarteret Mimer.[15]

- 1901 invigdes Ordenshuset på Skolgatan 48, som kom att bli en samlingsplats för nykterhetsföreningar och andra folkrörelser. [16]

- 1902 flyttade Åkerbloms bokhandel till sin nuvarande plats vid Rådhuset, där den fram till 1966 huserade i ett vackert trähus.[10][17]
- 1903 bildades den opolitiska folkbildningsföreningen Minerva på initiativ av regementsintendenten Max Schürer von Waldheim, för att befordra öppen föreläsningsverksamhet och bokutlåning.[18]

- 1905 inrättade Minerva ett bokskåp i Rådhuset, vilket kan ses som början på biblioteksverksamheten i Umeå.[19]

- 1907 stod Umeås första teaterhus, ritat av Ragnar Östberg, klart på stenterrassen nedanför Stora hotellet. Dessvärre brann huset ned redan fem år senare, i januari 1913.[20]
- 1909 öppnade Bror Abelli Umeås första biograf, Thalia.[21]

### 1910-tal
- 1910 arrangerades världens första jojkkonsert på Mimerskolan. Jojk hade tidigare varit tidigare förbjudet.[22]
- 1911 invigde Bror Abelli en ny biograf, Röda Kvarn, med 180 sittplatser och kafé.[23][24]
- 1916 ställdes Musiksällskapets verksamhet in på grund av kriget, bristen på musiker och sviktande publikintresse. Biografen Metropol lades ned efter bara ett år, och tomten, fastigheten och inventarierna köptes av Hugo Sjögren som inom kort startade Odéonbiografen.[25] Industridesignern Stig Lindberg föddes, som yngst av fem syskon.[26]
- 1917 grundades Västerbottens Folkblad med en tydlig socialistisk profil.[27]
- 1919 invigdes ett friluftsmuseum på Gammliaområdet.[28]

### 1920-tal
- 1922 I samband med firandet av Umeås 300-årsjubileum som stad uppfördes en stor festkantat med ord och musik av Peterson-Berger och under dennes ledning,[29] vilket ledde till Musiksällskapets återupplivande.
- 1925 utkom Folke och Frida, första delen av Frida Åslunds självbiografiska barnbokstrilogi om uppväxten i Umeå.[30]

- 1926 flyttade Minerva sina då drygt 2 000 böcker till folkskollärarinneseminariets lokaler på Storgatan 39 (nuvarande Hovrätten).[31]

- 1927 flyttade folkskollärarinneseminariet ut från den byggnad som idag rymmer Hovrätten för Övre Norrland, som sedan under en tioårsperiod kom att fungera som stadens kulturhus, med bland annat museum, bibliotek och en aula som användes för teaterföreställningar och konserter.[32]

### 1930-tal
- 1933 hade knappt börjat i januari när den första ljudfilmen visades i på Odéonbiografen i Umeå.[33]
- 1933 Författaren Thorsten Jonsson, som då återvänt efter högskoleutbildning i Stockholm för en anställning vid Umebladet, debuterade med diktsamlingen Utflykt.[34]

- 1934 I oktober invigdes Umeå Folkets hus, i korsningen Järnvägsallén–Östra Kyrkogatan.[35] Danskvällarna blev snabbt populära, och tillsammans med likaledes nystartade Umeå Teaterförening[36] satte man också upp teaterföreställningar och operetter.[37]

- 1936 övertog Umeå stad Minervas boksamling på numera cirka 5 000 böcker och flyttade samlingen till den så kallade Smörasken på Storgatan 34, något som lade grunden till Umeå stadsbibliotek.[38]

- 1939 invigdes den nya Odéonbiografen med 501 sittplatser. Ritad av arkitekt Denis Sundberg var den ett av Umeås tidigaste funkishus och bland de första byggnader som uppfördes i gjuten betong.[39]

### 1940-tal
- 1943 öppnade det nya länsmuseet, Västerbottens museum, intill friluftsmuseet på Gammlia.[40] Biografen Royal öppnade på Skolgatan.[41]

- 1944 utkom Umeå-födda Astrid Värings roman I som här inträden[42] – en av de första böcker som skildrade Umeå; i detta fall främst psykvården såsom den bedrevs på Umedalens sjukhus.

- 1946 Umeå Stadsbiblioteket utsågs till centralbibliotek för Västerbottens län.[43]

- 1949 Stiftelsen Vetenskapliga biblioteket instiftades i Umeå och knöts organisatoriskt till stadsbiblioteket.[44] Dess uppgift var att skapa ett bibliotek för de högre utbildningar som man hoppades kunna få förlagda till Umeå.[45] Genom anslag från grannkommunerna, donationer från bland annat Kempestiftelserna, samt gåvor och köp kunde man förvärva stora och värdefulla boksamlingar. Skivbutiken Burmans Musik öppnade (och lever fortfarande 2022, som Sveriges äldsta i sitt slag).[46]

### 1950-tal
Grundandet av Shakespearesällskapet, det nya stadsbiblioteket och flera nya biografer ökade utbudet för de ännu rätt få umeborna – knappa 20 000 personer vid 1950-talets början.
- 1951 Efter ett inspirerande besök i England startade Margreta Söderwall, då adjunkt i svenska och engelska vid Umeå högre allmänna läroverk, på hösten Umeå Shakespearesällskap.[47] I maj utkom sista numret av konservativa dagstidningen Umebladet. Samma år erhöll Umeå stadsbibliotek det så kallade "femte exemplaret" av allt svenskt tryck; en roll som varit vakant sedan Göteborgs stadsbibliotek i och med 1950 års nya Tryckfrihetsförordning börjat erhålla så kallade "granskningsexemplar".[43] Året därpå beslöts – efter många års diskussion – att bygga ett nytt stadsbibliotek i Umeå.

- 1952 På våren var det premiär för Shakespearesällskapets första uppsättning; ett antal scener från bland andra Romeo och Julia, En midsommarnattsdröm och Macbeth. Under de följande 20 åren skulle de många hundra barn och ungdomar som engagerades i sällskapet sätta upp ett 40-tal pjäser som spelades mer än 300 föreställningar – inklusive två gästspel i England. Umeå Folkets hus stod värd för en nordisk kulturvecka.[48]

- 1953 omfattade stadsbibliotekets bokbestånd totalt närmare 75 000 band.

- 1954 invigdes de nya bibliotekslokalerna på Kungsgatan 80, ritade av arkitekt Kjell Wretling.[43] Vid det laget omfattade det vetenskapliga biblioteket redan cirka 20 000 band.[43] Samma år grundades Filmstudion i Umeå.[49]

- 1958 Rock'n'roll gjorde sitt (förmodligen) första besök i staden när Little Gerhard kom på besök till Nya Läroverkets aula i februari.[50] Umeå universitetsbibliotek (UB) mjukstartade i och med inrättandet av en Medicinsk högskola. År 1964 utökades verksamheten till att även omfatta Tandläkarhögskolan och vissa ämnen vid de filosofiska fakulteterna, och 1968 flyttade verksamheten till en ny byggnad mitt på Umeå universitets campus. Från år 1979 får UB ta emot ett pliktexemplar av allt svenskt tryck.

- 1959 invigdes Sagabiografen på Kungsgatan med 580 sittplatser, en 14 meter bred duk och stereoljud. Biografen drevs av Svenska Förenade Biograf AB till 1984, då SF köpte upp biografen.[51][52] Fotografen Sune Jonsson gav ut sin första bok, Byn med det blå huset.[34]

### 1960-tal
Musiklivet växte, både genom allt fler gästspel och unga rockgrupper. Men den sten som sattes i rullning när Jazzfestivalen startade 1968 ska inte underskattas.
- 1960 I mars nådde Rock-Boris, norske Per-Elvis och danske Rock-Finn Umeå med sin Nordiska Rockgala. I augusti kopplades Vännäs-sändaren på och Umeå med omnejd kunde hädanefter se televisionen.[50]

- 1961 Biografen Röda Kvarn lades ned. På Nya ungdomsgården debuterade umeåbandet The Zettlers som åren 1961–66 gjorde cirka 400 spelningar, bland annat i dåvarande Väst-Berlin.[50]

- 1963 Det var utsålt och närmare 900 personer i publiken när lokala skämtmagasinet Grisbacka-Bladet arrangerade Umeås första lokala rockgala i Läroverkets aula; på scenen hördes bland andra Zettlers, Trappers och Cliftons.[50]

- 1964 grundades amatörteatergruppen Umeå Studentteater, som under 1970-talet kom att hålla till i ett bergrum under Döbelns park under det nya namnet Grotteatern. Det första utländska popbesöket var när Swinging Blue Jeans kom på besök till sporthallen på Gammlia i oktober[50] (då polisen sägs ha ingripit för att åskådarna tog sig friheten att utföra så kallad "spontan dans", vilket inte var tillåtet...)

- 1965 fick Margreta Söderwall Umeå kommuns kulturpris för sitt arbete med Shakespearesällskapet. Umeås första diskotek öppnade.[50]

- 1966 Teaterhuskommitténs arkitekttävling lockade mer än etthundra bidrag. Det vinnande förslaget skissade en flexibel byggnad för teater, musik, kongresser, dans, utställningar med mera. Förslaget förverkligades inte, denna gång, men flexibiliteten var ledstjärna även för det nya Folkets hus som invigdes 1986.[37] Umeås första konstsalong, Lilla Galleriet, öppnar.[53]
- 1967 invigdes Umeå universitetsbibliotek, som också övertog granskningsexemplaret.[43]

- 1968 I oktober var det premiär för Umeå Jazzfestival som detta första år toppade med bland andra Dexter Gordon, Umeåsonen Berndt Egerbladhs Trio och Gunnar "Siljabloo" Nilson.

- 1969 Tungt gästspel i mars när Fleetwood Mac, med Peter Green i spetsen, kom på besök till Östra gymnasiets aula. I maj lades biografen Uman ner och ersattes av biografen Spegeln vid Storgatan.

### 1970-tal
Ett gryende krogliv ökade möjligheterna för musikaliska gästspel. Proggrocken dominerade och hade stor publik bland det växande antalet studenter vid "det röda universitet". Lite i skymundan grodde det unga musiklivet i allt fler riktningar, från folkmusik till hårdrock.
- 1970 På universitetets campus invigdes Restaurang Universum med hjälp av Made in Sweden, Julie Felix och Arne "Rosen" Quick. I november gästades Universum av brittiska popbandet Free. Vicke Lindstrands nio meter höga glasskulptur Grön eld uppfördes på Järnvägstorget framför Umeå järnvägsstation.

- 1971 Restaurang Krogen, som öppnat i november 1971 på Ålidhem, började med viskvällar på tisdagarna, vilket blev inledningen till Tisdagskrogen, som därefter under många år gästades av oräkneliga rockband från när och fjärran.[50]

- 1972 Fotografen och författaren Sune Jonsson fick Samfundet De Nios stora pris, bland annat för sin bok Minnesbok över den svenske bonden (1971). Skådespelarna Staffan å Bengt – Staffan Ling och Bengt Andersson – blev rikskändisar genom barnprogrammet Sant och sånt. Musikläraren och före detta Zettlers-basisten P A Sundbaum började på hösten hjälpa intresserade elever på Bräntbergsskolan att bilda band och låna replokal på skolan.[50] Kammarkören Sångkraft bildades, inledningsvis under namnet Umeå Ungdomskör. I oktober bjöd Jazzfestivalen på bland andra Charlie Mingus Quartet, Dave Brubeck Trio, Gerry Mulligan och Nannie Porres.[54]

- 1973 startade Folkets bio verksamhet i Umeå. I februari fanns det redan nio nya rockband på Bräntis – och alla band fick uppträda i radioprogrammet Torsdag med ungdomsredaktionen i P3 som sändes från Umeå. Det första lokala proggbandet, Trotsålderns barn (med Birgitta Egerbladh på sång), bildades. Kebnekajse gästade ungdomsgården Centralgården, kort innan den lades ned. Andra band som besökte stan under året var Ekseption, Nynningen och Hoola Bandoola Band. Jazzfestivalen i oktober presenterade bland andra Duke Ellington and his Orchestra, B. B. King, Art Farmer och Gugge Hedrenius Big Blues Band.

- 1974 Efter en konsert med Samla Mammas Manna i Östra gymnasiet i februari bildades Umeås eget Musikforum, Stacken, som redan i oktober samma år hade 225 medlemmar.[50] ABF började organisera studiecirklar i ensemblespel för popgrupper och upplät Änkehuset, ett slitet trähus bredvid stadsbiblioteket, som replokal – och gav därmed popstaden en rejäl skjuts. Ögonblicksteatern bildades[55] och är numera (2022) en av landets äldsta fria teatergrupper. Norrlandsoperan bildades – med en stomme ur musikteatergruppen Sångens makt och Arnold Östman som förste chef[56] – och fick de första åren husera i gamla Folkets hus. Årets Jazzfestival innehöll namn som Oscar Peterson, Count Basie & his Orchestra with Joe Turner, Rena Rama, Sonya Hedenbratt och Barney Kessel. I november gjorde nybildade Stetson Cody Group med Kjell Lövbom (alias Kee Marcello) på gitarr sin första spelning, på Hagagården.

- 1975 I januari framträdde fjolårets Eurovision Song Contest-vinnare Abba på Universum. I mars ordnade Stacken minifestivalen EM-Schlakten i Mimers matsal för cirka 500 besökare. I mars blev umeådansbandet Max Fenders etta på Svensktoppen med Vindens melodi. Tidskriften Kris grundades (under namnet Kod) av filmstudiomedlemmarna Stig Larsson och Åke Sandgren. I augusti lades biografen Royal ned och ersattes av den första multibiografen, Sandrews 1-2-3. Jazzfestivalen besöktes av bland andra Sarah Vaughan, Dexter Gordon, Lars Gullins sextett, Svend Asmussen och Putte Wickman.

- 1976 Bland många gästspel märktes Kaipa, Ulf Lundell & Nature, Wasa Express, Motvind och brittiska Henry Cow. Och på Jazzfestivalen Benny Goodman & his septet och Muddy Waters Bluesband. Stig Lindbergs Fontänskulptur invigdes på Renmarkstorget.[26]

- 1977 Umeå besöktes av bland andra Björn Afzelius Band, Monica Törnell Band, Eldkvarn och, givetvis, Tältprojektet. Egba spelade på Jazzfestivalen. Första punkbandet, Blodsmak, blev kortlivat. Det första latinska bandet, Palmares, höll längre med sin brasilianskt influerade jazzrock.[50]

- 1978 utkom Pigan och härligheten, den första i en serie om fyra romaner där Lars Widding skildrade livet i barndomsstaden Umeå, åren 1920–45. I september öppnade Per Sörlin Umeås första inspelningsstudio, Tonteknik. Samma månad gjorde Stonesinfluerade Nasty Music sin första spelning på Ålidhemsgården (och de håller på än, 2022).[50] Folkmusikföreningen Gnid & Drag bildades. Sara Lidman, som på sin ålders höst bosatt sig i Umeå, promoverades i oktober till filosofie hedersdoktor vid Umeå universitet.

- 1979 Flera stora musikfester utomhus i Döbelns park och på Mariehemsängen. Umeåfödde författaren Stig Larsson debuterade med romanen Autisterna. I december lades musikföreningen Stacken ned. Filmstudio Röda Rummet grundades och inledde visningar i en hörsal på Umeå universitet.[57]

### 1980-tal
Nya kulturinstitutioner som Bildmuseet, Konsthögskolan, Norrlandsoperan och – så centralt i staden som det bara går – det nya stadsbiblioteket och Idunteatern i nya Umeå Folkets hus. Institutionerna och lokalerna gav möjligheter till fler och större gästspel. Kommunen satsade också medvetet på festivaler, och utöver den redan etablerade Jazzfestivalen tillkom nu folkmusikfestival, kammarmusikfestival, filmfestival och – sedan Umeå av radions P3 utsetts till "Årets Popstad" – även en popfestival,  och det mesta ägde rum på de många scenerna i nya Folkets hus.
- 1980 På hösten utkom Umeås första rock-LP, Välfärdsblues med Kylans Rockorkester. Jazzfestivalen besöktes av Sonny Rollins Quartet, Albert King och Cyndee Peters. Galleri Stefan Andersson (senare namnändrat till Galleri Andersson/Sandström) bildades.

- 1981 invigdes Bildmuseet på Gammliaområdet intill Västerbottens museum. Syftet var inledningsvis att förvalta Umeå kommuns konstsamlingar och att informera om huvudmannen Umeå universitets verksamhet. Efter utbyggnaden 1994 presenterades både konsthistoriska utställningar och internationell samtidskonst; inte minst Konsthögskolans årliga elevutställningar. Kulturföreningen Humlan bildades som en obunden kulturförening men med stark koppling till studenter vid universitetet. Dizzy Gillespie, Toots Thielemans, Pharoah Sanders fick sällskap på Jazzfestivalen av Rolf Wikströms Hjärtslag.

- 1982 öppnade skivbutiken Garageland Records, inriktad på vinyl, udda utgivningar och kuriosa. De flyttade 2009 till lokaler i Scharinska villan. Jazzfestivalen toppades av Ella Fitzgerald med trio men där rymdes också Svend Asmussen, Änglaspel och Jan Johansson.

- 1983 utkom Göran Häggs roman Doktor Elgcrantz eller Faust i Boteå; en högst satirisk och delvis självbiografisk berättelse som hämtat näring ur Häggs gästspel som föreläsare i litteraturvetenskap vid Umeå universitet. Chick Corea, Georgie Fame och Bobo Stenson var några höjdpunkter på jazzfestivalen. Första uppsättningen av det därefter årliga Medicinarspexet betitlades Aladdin.

- 1984 bildades den fria teatergruppen Profilteatern av ett gäng teaterstuderande som i flera år hållit på med gatuteater. Norrlandsoperan flyttade in i den gamla brandstationen, som byggts om för ändamålet. Komikerduon Staffan å Bengt gjorde årets julkalender, Julstrul med Staffan & Bengt. Filmstudion flyttade sina lördagsvisningar från den rivningshotade Odéonbiografen till Sagabiografen.

- 1985 flyttade Stadsbiblioteket till sina centralt belägna lokaler i kvarteret Idun, intill Umeå Folkets hus vid Vasaplan. Miles Davis konsert under Jazzfestivalen lär ha varit oförglömlig. Fredrik Thordendal bildade thrash-metal-bandet Metallien, som 1987 bytte namn till Meshuggah.

- 1986 fick Umeå äntligen, efter mer än 70 års väntan, en fullstor teaterscen när Idunteatern invigdes i det nybyggda Umeå Folkets hus, vars scener under många år kom att rymma såväl jazz-, folkmusik- och filmfestivaler som Teaterföreningens många gästspel och mycket annat. I september var det premiär för Umeå filmfestival, som då var landets andra stora filmfestival vid sidan av Göteborgs filmfestival. Och Sara Lidman upprördes över årets filmfestivaltema: "Amerikansk film över sju decennier".

- 1987 I februari arrangerades för första gången Umeå folkmusikfestival, under rubriken Nordisk Folkmusikfestival. Sveriges Radio P3 utsåg Umeå till Årets popstad, och kulturföreningen Pinglan arrangerade i februari en välbesökt tredagars Popstadsgala med seminarier och liveframträdanden i Umeå Folkets hus. På en sidoscen debuterade Sahara Hotnights i de större sammanhangen. Den nya Konsthögskolan invigdes i det före detta Scharinska träsliperiet vid Umeälven. Amatörteatergruppen Grotteatern och fria teatergruppen Profilteatern fick disponera gamla fängelset. Indiepopbandet Komeda bildades.

- 1988 satte Profilteatern och Grotteatern tillsammans upp sommarteaterföreställningen Spelet om den stora branden (av Frank Kelber)[58] på gamla fängelsets rastgård, till minne av stadsbranden 1888. Grupperna turades sedan om att sätta upp sommarteater på rastgården fram till 1998. Norrlandsoperan, med Per-Erik Öhrn som ny konstnärlig ledare, uruppförde Jonas Forssells opera Hästen och gossen, baserad på Sara Lidmans jernbanesvit. En grupp studenter bildade Umespexarna som alternativ eller komplement till Medicinarspexet. Umeåfödde regissören Åke Sandgren fick tre guldbaggar för filmen Miraklet i Valby.
- 1989 lades Filmstudio Röda rummet ned.[57]

### 1990-tal
Indiepopscenen växte med skivbolaget NONS och band som Komeda i spetsen. Än mer ryktbar blev "Hardcorescenen", och band som Refused. Visfestivalen på Holmön, Umedalens skulpturpark och musikfestivalen Umeå Open ser dagens ljus.
- 1991 uppförde Norrlandsoperan Benjamin Brittens opera En midsommarnattsdröm. Skivbolaget NONS, North of no South Records, startade och kom med tiden att ge ut skivor med grupper som Trio Lligo, Komeda, Ray Wonder, Doktor Kosmos, Miss Universum, Isolation Years och The Perishers. Musikgruppen Projektor 7 – ett samarbetsprojekt mellan Trio Lligo och Komeda – framförde musiken till stumfilmen Sherlock Jr på Umeå filmfestival.[59]

- 1992 bildades Hardcorebandet Refused och de släppte sin första demo. Ray Wonder bildades, liksom föreningen Visum – Visans vänner i Umeå.

- 1993 utsågs dokumentärfotografen Sune Jonsson till Hasselbladspristagare; en ära som tidigare bland svenskar bara tillägnats Christer Strömholm (1997) och Lennart Nilsson (1980). Indiepopgruppen Komeda släppte sitt debutalbum Pop på Svenska. I december visades den sista filmen i Sagabiografen, som året därpå byggdes om till teater.[51][52] Nyöppnade Filmstaden vid Rådhusparken tog över som SF-biograf med nio salonger. Hardcorebandet Abhinanda, kända för sin kompromisslösa Straight edge-livsstil, släppte sin första platta, Darkness of Ingnorance.

- 1994 I mars började NCC bygga om Sagabiografen till teaterlokal med 376 sittplatser, tänkt för Revybolaget och Ögonblicksteatern. Fjortonde upplagan av Kammarmusikfestivalen hade Frans Helmersson som konstnärlig ledare. I juli arrangerade Visum första upplagan av Visfestival Holmön, med bland andra Ewert Ljusberg, Stefan Demert och Jeja Sundström på scen. 28 september 1994, samma dag som Estoniakatastrofen, invigdes Sagateatern med Ögonblicksteaterns premiärföreställning "Goda grannar", byggd på historierna om Kung Ubu. Dessvärre gick Revybolaget kort därefter i konkurs och Ögonblicksteatern fick driva Saga själva. Sommaren detta år arrangerades för första gången utställningen Umedalen Skulptur på det gamla sjukhusområdet i stadens västra utkanter. Utställningen förnyades fram till 2012 med nya tillskott vartannat år. Hardcorebandet Final Exit bildades av medlemmar från Refused och Abhinanda. I oktober uruppförde Norrlandsoperan Bengt Malmros Grabbhalvan, med musik av Umeåsonen Björn Linnman.

- 1995 bildades Umeå R&B (som senare bytt namn till Umeå Bluesförening) som sedan dess arrangerat hundratals bluesspelningar på bland annat Droskan, Umeå Folkets hus och restaurangbåten Sjöbris, samt Harrys Pub.

- 1997 utsågs Umeå (som andra stad) av Sveriges Radio P3 till årets Popstad [60] och arrangerade en mindre festival i Umeå Folkets hus. Ungdomsgården Galaxen anordnade sin första Punkfest, som blev en arena för den unga hardcorescenen i Umeå. Kammarkören Sångkraft vann det svenska mästerskapet i körsång, "Toner för miljoner". Solja Krapu vann SM i Poetry slam. Elektrorockbandet K-pist släppte sitt första album, Voltage Controlled.

- 1998 I januari hade Lars Noréns pjäs Personkrets 3:1 premiär i Exercishuset på I20 (nuvarande Umestan).[61] Kulturföreningen Humlan följde upp utnämningen till Popstad med festivalen Umeå Open, som detta första år hölls i Universums lokaler på universitetsområdet, med bland andra Refused, Komeda och Weeping Willows. Refused splittrades; sångaren Dennis Lyxzén bildade The (International) Noise Conspiracy, medan David Sandström gick vidare på egen hand. Solja Krapu vann återigen SM i Poetry slam. Holmöns båtmuseum invigdes [62]. Första delen av projektet Konstvägen sju älvar invigdes med sina tio offentliga konstverk utplacerade mellan Baggböle i Umeå och Lill-Arksjön utanför Dorotea.[63]

- 1999 Den 6 februari hade Lars Noréns omdiskuterade teaterpjäs 7:3 premiär i studion i Umeå Folkets hus.[64] Samma år flyttades Umeå Open till Umeå Folkets hus, och erbjöd detta år artister som Broder Daniel och The Soundtrack of Our Lives. Katarina Mazetti fick sitt definitiva genombrott med ungdomsboken Grabben i graven bredvid. Profilteatern tog över det gamla exercishuset på det före detta regementsområdet, Umestan.

### 2000-tal
- 2000 anordnades den första Raj-Raj-festivalen i I20-skogen i Umeå. Den helt ideella festivalen växte under åren som följde, och har engagerat en lång rad lokala artister, bland andra Frida Selander och David Sandström. Sångkraft korades till Choir of the World vid den internationella körtävlingen "Llangollen International Musical Eisteddfod" i Wales. Umeå Folkets hus instiftade priset Guldäpplet, på 30 000 kronor, för utdelning till en konstnär som är bosatt i eller har anknytning till Västerbotten, samt är ung i sin konst. Första årets pris gick till dansaren Stina Mårtensson. Bokförlaget H:ström – Text & Kultur grundades med fokus på utgivning av klassiker, av bland andra William Blake och Henry David Thoreau. Förlaget har också gett ut böcker av debattörerna Bo I. Cavefors och Vladimir Oravsky.

- 2001 bildades den fria teatergruppen Skuggteatern. Isolation Years släppte sin första platta, Inland Traveller. Den första Täfteåfestivalen. I juni utsåg Umeå universitet Sune Jonsson till filosofie hedersdoktor[65] och Margreta Söderwall till hedersdoktor inom Lärarfakulteten.[66] Lisa Miskovsky gav ut sitt självbetitlade debutalbum. Anrika Filmstudion i Umeå lades ned, efter mer än 40 års verksamhet. I september tillträdde den nye kulturchefen Vladimir Oravsky, som redan den 19 december efter  kulturnämndens beslut sades upp med omedelbar verkan. Solja Krapu tilldelades Guldäpplet. Galleri Verkligheten grundas av och för lokala konstnärer.[67]

- 2002 utkom Vladimir Oravskys dagboksanteckningar om hans tid som kulturchef i Umeå, boken Kulturen bakom kulturen – ett hållbart alternativ till myter, lögner och förtal . The Perishers släppte sitt första album, From Nothing to One. Solja Krapu fick Sveriges barn- och ungdomsboksförfattares pris Slangbellan för texten till bilderboken Jag behöver lillbrorsan. Ungdomsteaterföreningen Teater Mirakel satte upp sin första föreställning, Tagg i hjärtat. Stadsbiblioteket återinvigdes efter en utökning med 500 m² och en ny våning.[43] Norrlandsoperans nybyggda teater och konsertsal invigdes, båda i direkt anslutning till det gamla operahuset. I huset inryms även utställningslokalen Vita kuben.[68] Guldäpplet gick till filmaren Jens Jonsson som på våren detta år fått en Silverbjörn vid filmfestivalen i Berlin för kortfilmen Bror min. Lisa Miskovsky belönades med två Rockbjörnar, som Årets svenska nykomling och Årets svenska kvinnliga artist.

- 2003 Isolation Years gav ut skivan It's Golden. Klungan gjorde sina första krogshower på Lilla teatern i Umeå. Monica Sparby tillträdde som kulturchef. Årets Guldäpple gick till musikern Jimmy Ågren (lillebror till trumslagaren Morgan Ågren). På Umeå universitet inleddes satsningen Kultur på campus för att arrangera och sprida kultur – utan kostnad – till studenter och anställda.

- 2004 sade Ögonblicksteatern upp kontraktet på Sagateatern, och Teaterföreningen tog över hyreskontraktet för att driva teatern vidare som gästspelsscen. Umeå Nya Studentteater bildades, med målet att återföra teatern till universitetet. Deportees gav ut sin debutskiva All Prayed Up. Umeå-födde poeten Lars Lundkvist promoverades till hedersdoktor vid universitetet. I november vann Daniel Lindström finalen av Idol 2004. Melodifestivalens tredje deltävling för året hölls i Umeå.

- 2005 arrangerade Nya Studentteatern Sveriges första nationella studentteaterfestival, med gästspel både från sydsvenska och internationella studentteatrar. I maj samlades drygt 1 200 teaterarbetare i Umeå och Skellefteå för Teaterbiennalen. I juli sade kulturchefen Monica Sparby upp sig efter samarbetssvårigheter med stadsdirektören och kulturnämndens ordförande. Kommunen drog in stödet till folk- och Kammarmusikfestivalerna till förmån för det nya konceptet MADE-festivalen (Music, Art, Dance etcetera). Kulturföreningen Moonshake bildades och arrangerade följande år hundratals konserter och evenemang långt vid sidan av den "breda vägen".[69] Metalfestivalen Demons of the Opera arrangerades på Norrlandsoperan, med band som 6th Awakening och Nocturnal Rites – och förstås Symfoniorkestern. Carolina Miskovsky fick årets Guldäpple. Sånggruppen Kraja släppte sitt första album, Vackert väder. I augusti var det premiär för P3-programserien Mammas nya kille, i huvudsak producerad och befolkad av Klungan-medlemmar.

- 2006 I februari återuppstod Folkmusikfestivalen under namnet Umefolk. Första upplagan av MADE-festivalen i maj bjöd bland annat på flera varianter av Ale Möller och The Tiger Lillies. Skådespelaren och regissören Fredrik Lindegren utsågs till projektledare för Umeås satsning på att bli Europas kulturhuvudstad 2014. Gamla kårhuset Scharinska villan fick nya ägare som skapade Umeås första permanenta rockklubb, Scharinska. Norrlandsoperan satte upp George Gershwins Porgy & Bess i samarbete med sydafrikanska Cape Town Opera. Lisa Miskovsky fick två nya rockbjörnar, som Årets svenska kvinnliga artist och för Årets svenska album (Changes). Clara Lidström startade bloggen Underbara Clara.

- 2007 I januari sålde dåvarande ägarna Astoria Cinemas sina landsortsbiografer till SF Bio, som omedelbart lade ned biografen Royal efter 64 års verksamhet,[41] vilket lämnade Umeå med endast en kommersiell biograf, Filmstaden. I februari arrangerades första upplagan av tvådagarsfestivalen House of Metal i Umeå Folkets hus. Entombed, Satyricon och Soilwork var några av de 25 band som lockade totalt cirka 4 000 besökare.[70] Isolation Years gav ut skivan Sign, Sign. I maj utsågs Fredrik Lindegren även till posten som kulturchef; en delad befattning där han blev konstnärlig ledare samtidigt som en ny tjänst som kanslichef inrättades. I november stod det klart att kommunen inte skulle skjuta till mer pengar till Filmfestivalen, som efter 22 år tvingades ställa in verksamheten. Dockteater Månstjärnan arrangerade den nordiska dockteaterfestivalen Dockor i Norr. Årets Guldäpple gick till musikern David Sandström.  Den fria kulturföreningen Verket bildades och startade verksamhet i kooperativ form i lokaler som fick samma namn som föreningen. Genom etablerandet av Verket fick Umeå Hardcore en nytändning och stadens hardcorescen levde upp på nytt.

- 2008 I februari anordnades för andra gången hårdrocksfestivalen House of Metal, den här gången med bland andra Candlemass, Meshuggah, Easy Action och Nocturnal Rites på scenen. Umeå Nya Studentteater lade ner sin verksamhet. Den tionde punkfesten ordnades.

- 2009 I maj återförenades Trio Lligo för en konsert tillsammans med Norrlandsoperans Symfoniorkester under MADE-festivalen, som också gästades av Laurie Anderson. I september utsågs Umeå till Europas kulturhuvudstad 2014. I december röstades Tove Östman Styrke ut ur tävlingen Idol 2009 och slutade totalt trea. Klungan spelade in TV-serien Ingen bor i skogen i Mimerskolans gamla gymnastiksal. Den nya Arkitekthögskolan invigdes i provisoriska lokaler i Tullkammaren.

### 2010-tal
- 2010 gästades MADE-festivalen i maj av bland andra Brodskykvartetten, Thåström, Freddie Wadling  och Anna von Hausswolff. Under sommaren visades Ingen bor i skogen i SVT. Arkitekthögskolan flyttade in i nybyggda lokaler på Konstnärligt campus. I oktober spelade bland andra Chick Corea & Trondheim Jazz Orchestra, Kurt Rosenwinkel Trio och Omar Hakim Group på Umeå Jazzfestival. Dansaren Kristina Viiala och skådespelaren Mattias Fransson satte upp dansföreställningen Kunskapsluckan på Norrlandsoperan. Tove Styrke gav ut sitt första, självbetitlade album. Nyligen inflyttade Annika Norlin gav ut Facit, hennes andra album under artistnamnet Säkert. Deportees vann P3 Guld-kategorin Årets pop för skivan Under the Pavement - The Beach. Rapparen Cleo (Nathalie Missaoui) – med rötter i kulturkollektivet Random Bastards – tilldelades året Guldäpple. Hon var också en av grundarna bakom nätverket Femtastic, som år 2013 drog igång den rikstäckande FATTA-kampanjen, som en reaktion på en friande dom i ett våldtäktsmål vid Umeå tingsrätt.[71]

- 2011 I februari var det premiär för Klungans nya uppsättning Se oss flyga över scenen i fruktansvärda hastigheter på Sagateatern, som sedan spelades för utsålda hus både på Dansens hus i Stockholm och under en ny period i Umeå, nu på Norrlandsoperan. Sykets debutplatta With Love släpps, och renderade år 2012 gruppen P3 Guld-priset för Årets pop. Frida Selander fick årets Guldäpple. I maj uppträdde bland andra Tindersticks, Nina Hagen och Jenny Wilson på MADE-festivalen. Podcasten Mediespanarna startade i slutet av augusti. På Jazzfestivalen i oktober spelade bland andra Billy Cobham Trio, Rita Marcotulli och Norrbotten Big Band. Olof Wretling spelade huvudrollen i TV-serien Pappas pengar.

- 2012 I januari meddelade Refused att bandet tillfälligt återförenas för ett antal spelningar; den första redan 29 februari på Scharinska. I maj gästades MADE-festivalen av bland andra John Cale, Tant Strul och First Aid Kit. Bildmuseet lämnade Gammlia och flyttade in i nybyggda lokaler på Konstnärligt campus, där även Konsthögskolan flyttat in i nya lokaler. Caotico släppte sitt första album, Sunrise Confessions. I oktober hade Norrlandsoperan urpremiär för beställningsverket The Elephant Man – The Terrible Tale of the Elephant Man and Jack the Ripper, two Freaks of Nature, med musik av Carl Unander-Scharin och libretto av Michael Williams, chef för Cape Town Opera. Västerbottens-Kurirens nyinstiftade kulturpris tilldelades serietecknaren Anneli Furmark.

- 2013 I februari hade Norrlandsoperan premiär på La Bohème.[72] MADE-festivalen i maj bjöd bland annat på Ladysmith Black Mambazo, Mariam the Believer och Sibille Attar.[73] Lisa Miskovsky släppte albumet Umeå. Journalisten/författaren Calle Hård gav ut sin första roman, Horan som log.[74] Efter elva år lade arrangören Humlan ned Täfteåfestivalen, och avslutade med fest på Scharinska och i Döbelns park.[75] Årets Guldäpple gick till serietecknaren Armita Ghazinezam.[76]

- 2014 I samband med invigningen av kulturhuvudstadsåret i slutet av januari invigdes gitarrmuseet Guitars – the Museum i f.d. Vasaskolan, dit även rockklubben Scharinska flyttat sin verksamhet.[77] I februari invigdes Sune Jonsson Centrum för dokumentärfotografi vid Västerbottens museum.[78] I mars lockade Littfest rekordmånga besökare; ca 10 500 åhörare fick bland annat höra Jörn Donner, Kerstin Ekman, Nawal El Saadawi, Sofi Oksanen, Suzanne Brøgger, Torgny Lindgren och Åsa Moberg, samt ett 40-tal internationella gäster.[79] Efter att ha vilat i fem år återuppstod Punkfesten tillfälligt hos Verket.[80] I augusti satte Norrlandsoperan upp operan Elektra, utomhus på Umestans företagspark.[81] I september släppte Annika Norlin albumet The Fox, The Hunter and Hello Saferide. I november invigdes Kvinnohistoriskt museum.[82] Klungan-kollegerna Olof Wretling och Sven Björklund gav ut reseskildringen Till häst genom Västerbotten.
- 2015 gav Tove Styrke ut sitt andra album, Kiddo. Årets Guldäpple tilldelades musikern Sofia Henricsson, VK:s kulturpris gick till jazzmusikern Mats Gustafsson, bördig från Umeå.
- 2016 fick actionkomedin Kung Fury en guldbagge för Bästa kortfilm 2015. Vid Filmfestivalen i Venedig fick Amanda Kernell pris som bästa unga regissör, för filmen Sameblod. Littfest slog återigen besöksrekord sedan 17 516 personer bevistat de 79 programpunkterna. I augusti ansökte restaurangen i Gitarrmuseet (f.d. Scharinska) om konkurs.
- 2017 var det 50-årsjubileum för Umeå Jazzfestival, som detta år gästades av bland andra Lina Nyberg, Natacha Atlas, Sarah Riedel – och 91-årige festivalgrundaren Lasse Lystedts band. Vid Littfest medverkade bland andra Susan Faludi, Åsne Seierstad, Merete Mazzarella, Jason "Timbuktu" Diakité, Sarah Riedel, Björn Ranelid, Stina Oscarson och Ulf Stark. VK:s kulturpris förärades Umeåbördiga koreografen Birgitta Egerbladh.
- 2018 fick Amanda Kernell en guldbagge för bästa manuskript, och hennes film Sameblod belönades med ytterligare tre guldbaggar för bästa kvinnliga huvudroll, bästa klippning och publikens pris för bästa film. Littfest i mars besöktes av bland andra Silvana Imam, Theodor Kallifatides, Carl-Johan Vallgren, Heléne Lööw, Göran Greider, Åsa Linderborg, Po Tidholm, Sigrid Combüchen, Bob Hansson, Elisabeth Åsbrink och Stig Björkman. I augusti meddelades att kulturföreningen Humlan begärts i konkurs, vilket medförde att musikfestivalen Umeå Open lades ned efter 20 år.[83]
- 2019 I mars annonserades Umeå Folkets Hus som ny huvudman för Umeå Jazzfestival.[84] Littfest 14–16 mars – som gästades av bland andra Bengt Pohjanen, Johannes Anyuru, Jonas Hassen Khemiri, Jonas Karlsson, Jörn & Rafael Donner, Sami Said och Sara Stridsberg – lockade totalt 18 000 åhörare.[85] I maj nyinvigdes Guitars – the Museum i nya lokaler i Umeå Folkets hus.[86]

### 2020-tal
- 2020 medförde Covid-19-pandemin att de flesta större evenemang ställdes in; Littfest så sent som dagarna innan festivalen i mars, Holmöns Visfestival i maj, och Brännbollsyran efter att första ha flyttats från maj till september.[87] I slutet av oktober genomfördes ändå en nedbantad jazzfestival.[88] Galleri OS:s tog över Lilla galleriets verksamhet och lokaler,[53] men tvingades lägga ned verksamheten redan våren 2023.[89]
- 2021 flyttades Samiska veckan från mars till början av november.[90] Littfest genomfördes digitalt, men Visfestivalen ställdes in för andra året. Jazzfestivalen i slutet av oktober kunde liksom Filmfestivalen i november åter fylla salongerna utan större restriktioner.
- 2022 firades 400-årsjubileet sedan Umeå fått stadsprivilegier, 1622. I mars var Littfest åter i fysiskt format och gästades av bland andra Vigdis Hjort, Dmitri Plax, Jonas Gardell och Susanna Alakoski.[91]
- 2024 prisades William Spetz vid Kristallen-galan för bästa komedi och humor samt bästa manliga huvudroll i den egna Netflix-serien Tore.[92]